# Germán Cáceres (Komponist)
Germán Cáceres (* 9. Juli 1954 in San Salvador) ist ein salvadorianischer Komponist, Dirigent und Musikpädagoge.
Cáceres studierte privat Kontrapunkt, Harmonie- und Formlehre bei Esteban Servellón (1968–1971) und bei Ion Cubicec (1971–1972). Von 1973 bis 1978 studierte er an der Juilliard School of Music in New York Kammermusik und Oboe bei Ronald Roseman sowie Komposition bei David Diamond und Stanley Wolfe. Privaten Kompositionsunterricht nahm er in New York bei Julián Orbón, Dirigierunterricht bei José Serebrier, Ricardo del Carmen (1978–79) und Alejandro Muñoz Ciudad Real (1979–80). An der University of Cincinnati absolvierte er von 1987 bis 1989 ein Postgraduiertenstudium bei Jonathan D. Kramer.
Von 1979 bis 1983 war Cáceres Dirigent des Orquesta de Cámara de El Salvador, von 1985 bis 1999 und ab 2002 Chefdirigent und musikalischer Leiter des Orquesta Sinfónica de El Salvador. Außerdem dirigierte er Orchester u. a. in Argentinien, Belgien, Brasilien, Kolumbien, Costa Rica, Guatemala, Honduras, Mexiko, Nicaragua, Rumänien, Spanien, der Schweiz, Uruguay, den USA und Venezuela. Er unterrichtete von 1993 bis 2002 Musikgeschichte an der Universidad Centroamericana José Simeón Cañas in San Salvador und war von 2000 bis 2002 Direktor für Kunst und Kultur an der Universidad de El Salvador. Außerdem gab er 2001 Vorlesungen an der California State University, Northridge, und der University of Southern California in Los Angeles.

## Werke
- Yulcuicat für Orchester, 1973
- Cuarteto para cuerdas No. 1, 1974
- Tres Canciones (Text von Arnaldo Sepúlveda) für Sopran und Streichquartett, 1975
- Cuarteto para cuerdas No. 2, 1976
- Concierto für Harfe und Orchester, 1977
- Bálsamo (Ballett, Scenario von Rubén Darío), 1978
- Concierto para Cuerdas, 1979
- Concierto de Cámara No. 1, für Flöte, Oboe, Klarinette, Horn, Fagott und Klavier, 1979
- Estáncias (Text von Francisco Gavidia) für Sopran und Orchester, 1979
- Tres Canciones Epigramáticas (Text von Ernesto Cardenal) für Sopran und Klavier, 1979
- Sonata No. 1 für Violine und Klavier, 1980
- Concierto für Viola und Instrumentalensemble, 1980
- Sonatina für Gitarre, 1981
- Concierto für Klavier und Orchester, 1981
- Tres Cantos (Text von Hugo Lindo) für gemischten Chor, 1981
- Cuatro Cantos (Text von Álvaro Menéndez Leal) für Sopran und Klavier, 1981
- Premisas (Kantate, Text von Arnaldo Sepúlveda) für Sopran und Streichquartett, 1982
- Sonata für Viola und Klavier, 1982
- Sonata für Oboe, Cello und Klavier, 1983
- Sinfonía, 1983
- Sonata für Klavier, 1984
- Cantos de Fácil Palabra (Text von Hugo Lindo) für Sopran, Flöte und Cembalo, 1985
- Tres Piezas für Bassklarinette, Harfe und Vibraphon, 1987
- Cinco Deploraciones für Flöte, 1988
- Cuatro Piezas für Flöte und Fagott, 1988
- Sonata No. 2 für Violine und Klavier, 1988
- Concierto für kleines Orchester, 1988
- Diferencias für Orchester, 1988
- Tres Canciones (Texte von Lucius Annaeus Seneca, Bernal Díaz del Castillo und Pedro Geoffroy Rivas) für Sopran und Orchester, 1988
- Concierto für Violine und Orchester, 1989
- Tres Estudios sobre el Silencio für Klavier, 1989
- Concierto de Cámara No. 2 für Flöte, Oboe, Klarinette, Fagott, zwei Violinen, Viola, Cello, Kontrabass und Klavier, 1990
- Cantos (Texte von Garcilaso de la Vega und Garci Sánchez de Badajoz) für Sopran und Orchester, 1990
- Trío für Violine, Cello und Klavier, 1991
- Partitas für Flöte, Oboe, Klarinette, Violine, Cello und Cembalo, 1992
- Cantata (Text von Cristóbal Humberto Ibarra) für gemischten Chor und Orchester, 1992
- Cuatro Piezas für Violine, 1993
- Deploración (in memoriam Julián Orbón), 1993
- Lacónicas I für Klavier, 1993
- Concierto de Cámara No. 3 für zwei Violinen, Cello und Cembalo, 1994
- Fantasía sobre una Cadencia de Gesualdo für zwei Oboen, zwei Klarinetten, zwei Fagotte und zwei Hörner, 1994
- Cuarteto para cuerdas No. 3, 1996
- Fanfarria a San Salvador für 12 Bläser, 1996
- Tiento I für kleines Orchester, 1996
- Villancico del Calendario (Text von Álvaro Menéndez Leal) für gemischten Chor, 1996
- Tres Canciones (Text von Francisco Morales Eró) für Sopran und Klavier, 1995
- El Señor de la Casa del Tiempo (Text von Ricardo Lindo Fuentes) für Sopran und Klavier, 1996
- Lo que dice el Caracol (Text von Salarrué) für Sopran und Orchester, 1997
- Tiento II für Klarinette, 1997
- Tiento III für Cello, 1997
- Ocho Variaciones sobre un Conjunto de Ocho Notas für Gitarre, 1997
- El Cristo Negro (Oper, Libretto von Hugo Lindo), 1998
- Tiento IV für Violine, 1999
- Siete Canciones (Text von Mariana Sansón Argüello) für Sopran und Klavier, 1999
- Cuatro Canciones (Text von Rafael Rodríguez Díaz) für Sopran und Klavier, 1999
- Las Monedas bajo la Lluvia (Text von Ricardo Lindo Fuentes) für Stimme und Gitarre, 1999
- Tiento V für Oboe, 2000
- Concierto No. 1 für Gitarre und Orchester, 2000
- Tiento VI für Klavier, 2000
- Tiento VII für Streichorchester, 2000
- Concierto No. 2 für Gitarre und Streichorchester, 2001
- Concierto No. 3 für Gitarre und Orchester, 2001
- Doble Concierto für Violine, Cello und Orchester, 2001
- Tiento VIII für Gitarre, 2001
- Lacónicas II, 2002
- Tres Piezas für Klavier, 2002
- Tiento IX für Violine, Cello und Klavier, 2003
- Tiento X für Flöte und Klavier, 2003
- Tres Piezas für Violine und Perkussion, 2003
- Llama y Espina (drei Sonette von María Cristina Orantes) für Sopran und Klavier, 2004
- Cartas Interdimensionales (3 Songs, Text von Juana Rosa Pita) für Mezzosopran und Klavier, 2004
- Yo tengo que decir mi palabra (Text von Elisa Huezo Paredes) für Mezzosopran und Klavier, 2004
- Elegía de Junio (Text von Cristóbal Humberto Ibarra) für Mezzosopran und Klavier, 2005
- Loa del Hombre (Text von Hugo Lindo) für Mezzosopran, Sprecher und Orchester, 2005
- Fantasía sobre una Cadencia de Vivaldi für Streichorchester, 2005
- Octostylus für Klavier, 2006
- Concierto für Cello und Orchester, 2007
- Kinah (Lamentación Fúnebre Masónica) für Stimme und Orchester, 2007
- Tiento XI für Klarinette und Klavier, 2008